# Marchenoir
Marchenoir település Franciaországban, Loir-et-Cher megyében. Lakosainak száma 679 fő (2022. január 1.). Marchenoir Autainville, Le Plessis-l’Échelle, Saint-Laurent-des-Bois és Saint-Léonard-en-Beauce községekkel határos.

## Népesség
A település népességének változása:
| Lakosok száma | 669  | 633  | 627  | 682  | 652  | 639  | 659  | 673  | 679  | 679  |
|               | 1968 | 1982 | 1990 | 2006 | 2013 | 2015 | 2017 | 2019 | 2020 | 2022 |